# Reda (rzeka)
Reda – rzeka pobrzeża Bałtyku położona w północnej Polsce w województwie pomorskim. Nad rzeką leżą Wejherowo i Reda. Uchodzi do Zatoki Puckiej. 
Ma długość 51 km. Średni spadek doliny rzecznej wynosi 0,98‰. Średni przepływ wody przy ujściu obliczono na 5,5 m³/s.

## Dorzecze Redy
Dorzecze rzeki Redy obejmuje obszar 485 km².
```
Reda

  ├>>─L───
Kanał Mrzezino

  │                       
Zagórska Struga

  ├>>─P───
Kanał Łyski
───L──────────┤
  │                                ├───P───
Kanał Konitop

  │                                │
  ├───P───
Cedron

  ├───P───
Bolszewka

  │          └───P───
Gościcina
```

## Jakość wód
Według badań dokonanych 2,6 km od ujścia rzeki w 2007 roku, wody Redy miały ocenę ogólną III klasy czystości i sanitarną także III klasy.
Według danych Inspekcji Ochrony Środowiska poprzez Redę do Morza Bałtyckiego następuje odpływ metali ciężkich, w ciągu 2012 roku w ilościach: 200 kg cynku, 300 kg miedzi, ok. 100 kg ołowiu, ok. 100 kg chromu oraz ok. 100 kg niklu.

## Zagospodarowanie
Administratorem wód Redy jest Regionalny Zarząd Gospodarki Wodnej w Gdańsku. Utworzył on trzy obwody rybackie, do których włączone są części niektórych dopływów. Obwód nr 1 obejmuje wody rzeki Redy i jej dopływów, od źródeł do jeziora Stare Orle, z wyłączeniem wód
dopływu z jeziora Młotek. Obwód nr 2 obejmuje wody jeziora Nowe Orle, Stare Orle i 50-metrowy odcinek wód Redy poniżej wypływu z tego jeziora. Obwód nr 3 obejmuje dalsze wody do ujścia rzeki do Zatoki Puckiej, a także wody strugi Cedron od wypływu z ostatniego zbiornika przeciwpożarowego utworzonego w jej biegu, do ujścia do Redy. 
Gospodarzem wód wszystkich trzech obwodów jest Polski Związek Wędkarski (okręg w Gdańsku). Prowadzi on gospodarkę rybacką na Redzie i pobiera opłaty za połów ryb.
Na rzece organizowane są spływy kajakowe.

## Przyroda
Ujściowy odcinek rzeki należy do rezerwatu przyrody Beka, który jest ostoją roślinności słonolubnej oraz ptactwa wodnego.

## Przebieg rzeki
Źródło rzeki znajduje się na wysokości 49 m n.p.m. Dolina rzeczna w górnym odcinku ma spadek 2,37‰, w środkowym 0,9‰, a w dolnym odcinku rzeki 0,73‰.
Od jeziora Stare Orle rzeka odcinkami płynie Kanałem Reda.
Rzeka płynie w województwie pomorskim, w powiatach:
- wejherowskim, w gminach:
  - Łęczyce
  - Luzino
  - Wejherowo
  - Reda
- puckim, w gminie Puck

| Odcinek                                                                                                   | Opis | Zdjęcie |
| Źródło |      |         |
| Nowy Dwór                                                                                                 |      |         |
| Mokry Bór                                                                                                 |      |         |
| Strzebielino                                                                                              |      |         |
| Kębłowska Tama                                                                                            |      |         |
| Kębłowski Młyn                                                                                            |      |         |
| Zelewo |      |         |
| Bielawa                                                                                                   |      |         |
| Zamostne                                                                                                  |      |         |
| Jezioro Orle                                                                                              |      |         |
| Orle |      |         |
| Bolszewo                                                                                                  |      |         |
| Wejherowo                                                                                                 |      |         |
| Reda |      |         |
| Złamany most Re-1.0 na ul. Rzecznej w Redzie Pieleszewie                                                  |      |         |
| Ujście strumienia                                                                                         |      |         |
| Zlikwidowana studnia                                                                                      |      |         |
| Rurociąg Re-1.5                                                                                           |      |         |
| Most kolejowy Re-2.0 na trasie łączącej Redę i Hel                                                        |      |         |
| Wyspa – początek                                                                                          |      |         |
| Wyspa – drewniany jaz Re-2.3                                                                              |      |         |
| Wyspa – jaz Re-3.0                                                                                        |      |         |
| Wyspa – most Re-4.0 na ul. Puckiej                                                                        |      |         |
| Wyspa – rurociąg Re-6.0                                                                                   |      |         |
| Wyspa – dopływ starego wyschniętego strumienia Re-2.7                                                     |      |         |
| Wyspa – zniszczony jaz/śluza przy młynie Re-3.5                                                           |      |         |
| Wyspa – most Re-5.0 na ul. Puckiej                                                                        |      |         |
| Wyspa – koniec wyspy                                                                                      |      |         |
| Kładka Re-7.0                                                                                             |      |         |
| Rurociąg Re-8.0                                                                                           |      |         |
| Kanał Łyski – kanał ulgi                                                                                  |      |         |
| Most Re-9.0 most na ul. Kazimierskiej                                                                     |      |         |
| Hodowla ryb – śluza Re-10.0                                                                               |      |         |
| Hodowla ryb – ujście wody z hodowli ryb Re-11.0                                                           |      |         |
| Moście Błota                                                                                              |      |         |
| Zniszczony most MB-2.0                                                                                    |      |         |
| Most MB-3.0                                                                                               |      |         |
| Planowane/byłe miejsce lokazlizacji mostu MB-4.0; na starszych mapach w tym miejscu umieszczony jest most |      |         |
| Pomost wędkarski MB-5.0                                                                                   |      |         |
| Stacja pomp – zrzut wody A MB-7.0                                                                         |      |         |
| Stacja pomp – zrzut wody B MB-8.0                                                                         |      |         |
| Most MB-9.0                                                                                               |      |         |
| Rezerwat Beka                                                                                             |      |         |
| Stacja pomp w Mrzezino RB-1.0                                                                             |      |         |
| Most RB-2.0                                                                                               |      |         |
| Ujście RB-3.0                                                                                             |      |         |